# Heteromorpha
Heteromorpha là chi thực vật có hoa trong họ Apiaceae.